# Villa Negrita Airport
Villa Negrita Airport är en flygplats i Bolivia.   Den ligger i departementet Beni, i den norra delen av landet, 600 km norr om huvudstaden Sucre. Villa Negrita Airport ligger 149 meter över havet.
Terrängen runt Villa Negrita Airport är mycket platt. Trakten runt Villa Negrita Airport är nära nog obefolkad, med mindre än två invånare per kvadratkilometer..
Trakten runt Villa Negrita Airport består huvudsakligen av våtmarker.